# Eleição presidencial no Kosovo em 2021
O parlamento do Kosovo realizou eleições indiretas para presidente do Kosovo em 4 de abril de 2021. As eleições terminaram com sucesso após três turnos, com Vjosa Osmani ganhando 71 votos de um total de 120. Três partidos políticos boicotaram a votação. Nasuf Bejta, também membro do Guxo, o partido político que Osmani fundou, foi o único outro candidato que recebeu voto durante qualquer um dos outros turnos.
A Constituição estabelece que a eleição presidencial deve ser realizada antes de 30 dias do fim do mandato do atual presidente. Esta é a quinta eleição presidencial no Kosovo desde 2008, quando o Kosovo declarou sua independência.

## Fundo
Hashim Thaçi assumiu o cargo de presidente em 7 de abril de 2016, mas renunciou em 5 de novembro de 2020 depois que o Conselho Especializado de Haia confirmou uma acusação de crime de guerra contra ele. Thaçi havia sido elegível para a reeleição para um segundo e último mandato de cinco anos em 2021. Presidente da Assembleia Vjosa Osmani substituiu Thaçi interinamente.

## Sistema eleitoral
Inicialmente, um candidato é obrigado a receber pelo menos 80 votos, o equivalente a dois terços dos 120 membros da Assembleia, a fim de ser eleito. No entanto, se nenhum candidato tiver sucesso durante os dois primeiros turnos, um terceiro turno é realizado entre os dois primeiros candidatos do segundo turno, e a exigência é reduzida para uma maioria simples de 61 votos. Se o terceiro turno também não produzir um candidato bem sucedido, a assembleia será dissolvida, com novas eleições a serem realizadas dentro de 45 dias.

## Resultados

### Primeiros turnos
O primeiro turno de votação ocorreu na noite de 3 de abril de 2021. No total, 82 deputados participaram da sessão parlamentar, atendendo assim o quórum necessário para que a eleição ocorresse. No entanto, quando a votação foi concluída, foi estabelecido que apenas 78 deputados haviam apresentado uma cédula, deixando assim de produzir quórum para que os resultados fossem válidos. O primeiro turno foi, portanto, repetido, mas apenas 79 deputados finalmente votaram, portanto, mais uma vez não produzindo quórum. Depois disso, os deputados deixaram a câmara parlamentar e um anúncio seguiu-se logo que afirmava que a votação continuaria na tarde de 4 de abril.
A terceira tentativa de realizar o primeiro turno ocorreu em 4 de abril de 2021. Ao todo, 81 deputados votaram e o quórum foi finalmente alcançado. Dos 81 votos, 69 foram para Vjosa Osmani, enquanto 12 foram inválidos. Nasuf Bejta não recebeu nenhum voto.
| Primeiro turno (1ª tentativa) | Primeiro turno (2ª tentativa) | Primeiro turno (3ª tentativa) |
| Votos                         | Votos                         | Votos                         |
| ----------------------------- | ----------------------------- | ----------------------------- |
| 78 / 120                      | 79 / 120                      | 81 / 120                      |
| não atingiu o quórum          | não atingiu o quórum          | atingiu o quórum              |

### Segundo turno
A segunda rodada foi realizada em 4 de abril de 2021. O número de deputados que votaram foi de 82, satisfazendo o quórum para a validade. Vjosa Osmani recebeu 67 votos e Nasuf Bejta recebeu 4 votos. 11 votos foram inválidos.

### Terceiro turno
| Candidato                            | Partido                              | Primeiro turno (1ª tentativa) | Primeiro turno (1ª tentativa) | Primeiro turno (2ª tentativa) | Primeiro turno (2ª tentativa) | Primeiro turno (3ª tentativa) | Primeiro turno (3ª tentativa) | Segundo turno | Segundo turno | Terceiro turno | Terceiro turno |
| Candidato                            | Partido                              | Votos                         | %                             | Votos                         | %                             | Votos                         | %                             | Votos         | %             | Votos          | %              |
| ------------------------------------ | ------------------------------------ | ----------------------------- | ----------------------------- | ----------------------------- | ----------------------------- | ----------------------------- | ----------------------------- | ------------- | ------------- | -------------- | -------------- |
| Vjosa Osmani                         | Guxo                                 | Sem quórum                    | Sem quórum                    | Sem quórum                    | Sem quórum                    | 69                            | 100                           | 67            | 94.37         | 71             | 100            |
| Nasuf Bejta                          | Guxo                                 | Sem quórum                    | Sem quórum                    | Sem quórum                    | Sem quórum                    | 0                             | 0.00                          | 4             | 5.63          | 0              | 0.00           |
| Votos inválidos/branco               | Votos inválidos/branco               | Sem quórum                    | Sem quórum                    | Sem quórum                    | Sem quórum                    | 12                            | –                             | 11            | –             | 11             | –              |
| Total                                | Total                                | 78                            | 100                           | 79                            | 100                           | 81                            | 100                           | 82            | 100           | 82             | 100            |
| Eleitores registrados/comparecimento | Eleitores registrados/comparecimento | 120                           | 65.00                         | 120                           | 65.83                         | 120                           | 67.50                         | 120           | 68.33         | 120            | 68.33          |
| Fonte:                               |                                      |                               |                               |                               |                               |                               |                               |               |               |                |                |